# Юзефович Надія Василівна
Юзефович Надія Василівна (* 5 листопада 1928; с. Оленівка, Вінницька область) — український педагог, поетеса.

## Біографія
Вона – подолянка з села Оленівка на Вінниччині, все життя віддала Буковині. 
У 1951 р. Надія Лапчинська закінчила природничо-географічний факультет Чернівецького учительського інституту. Педагогічну діяльність розпочала в школі села Михалкове Сокирянського району Чернівецької області, де 2 грудня 1952 року поєднала свою долю з тодішнім учителем Леонідом Івановичем Юзефовичем. Згодом працювала учителькою біології у Сокирянській СШ № 1, прищеплюючи любов до природи, повагу до людей і чесної праці, відтак - у Чернівецькому інституті підвищення кваліфікації учителів. «І скрізь вона садила і садить квіти. І не лише на землі, а й у душах людей». В одному із своїх віршів Надія Юзефович так пише про улюблені квіти тюльпани:
- Росли тюльпани у Сокирянах
- У Михалковому цвіли…
- Я їх ростила так старанно
- Щоб люди в радості жили
- Їх не забула в інституті
- І пам’ятаю в Чернівцях
- Вони, мов друзі незабутні
- Неначе пісня без кінця

## Творчі набутки
- На струнах душі. Поезії.

У 2002 році у Сокирянах вийшла її перша збірка поезій «На струнах душі» з передмовою тодішнього голови літературно-мистецького об’єднання «Польова веселка» при райгазеті «Дністрові зорі», члена НСЖУ Олексія Бондара Бондар Олексій Станіславович. Авторка, підкреслив він, «пробує відобразити свої думки і почуття на папері. І не завжди у неї виходить так, як це їй би хотілося (бо ж не професійний літератор), та, головне, що у тих рядках пульсує саме життя».
- З життя рядки свої черпаю: Поезії. -Чернівці: Місто,20011. 336 с.,іл.

Збірка складається з трьох розділів: Батьківщина, як матір єдина», «Найкращі ліки – доброта», «Сміх здоров’я додає», до яких включено 60 віршів. Із свого творчого доробку (360 творів) Надія Юзефович упорядкувала і підготувала до друку збірку для дітей «Джерело життя». 

## Відзнаки, нагороди
- Почесна грамота Міністерства освіти УРСР.
- Знак "Відмінник освіти України".